# Penser globalement, agir localement

L'expression Penser globalement, agir localement ou Penser global, agir local est utilisée dans plusieurs contextes, dont la planification, l'environnement, l'éducation, les mathématiques, les affaires et les religions. Pour de nombreux militants environnementaux, la phrase est devenue « agir globalement, agir localement » en raison de la préoccupation croissante pour toute la planète, et donc la nécessité de l'activisme partout dans le monde.

## Définition
Penser globalement, agir localement exhorte les gens à considérer la santé de la planète dans sa globalité et à prendre des mesures dans leurs propres communautés et villes. Bien avant que les gouvernements ne commencent à appliquer des lois environnementales, les individus se réunissaient pour protéger les habitats et les organismes qui y vivent. Ces efforts sont appelés efforts de base. Ils se produisent localement et sont dirigés principalement par des bénévoles.

## Origine de la planification de la ville
La phrase originale « Think global, act local » en anglais a été attribuée à l'urbaniste et activiste social écossais Patrick Geddes. [NON : il est dit explicitement que Geddes n'utilise pas l'expression, mais avance des idées qui recoupent ce concept. Du coup, cette section devient caduque.]
La planification de la ville est importante pour comprendre l'idée « penser globalement, agir localement ». La gestion urbaine et le développement ont un impact important sur l'environnement environnant. Afin d'améliorer la vie urbaine à travers des stratégies environnementales urbaines, il est préalablement nécessaire de faire le point sur les problèmes environnementaux urbains existants, de faire leur analyse comparative et une priorisation, d'établir des objectifs, et d'identifier diverses mesures pour atteindre ces objectifs.

## Origines de la phrase
La première utilisation grand public de la phrase est dans un contexte environnemental. Selon des sources secondaires, le premier à l'avoir fait connaitre du grand public a été David Brower, fondateur des Amis de la Terre, comme slogan lors de la fondation de l'association en 1969, mais sans preuves. D'autres l'attribuent à René Dubos en 1977. Le Canadien « futuriste » Frank Feather a également présidé une conférence appelée « Penser globalement, agir localement » en 1979 et a réclamé la paternité de l'expression. Il est attesté que le théologien français Jacques Ellul a aussi utilisé cette expression en 1980.

## Éducation
Le terme a de plus en plus été appliqué à des initiatives dans l'éducation internationale et a été utilisé par Stuart Grauer dans sa publication de l'Université de San Diego de 1989.
Les fonctionnaires gouvernementaux et les conseils scolaires du monde entier commencent à développer une nouvelle façon d'enseigner. La mondialisation est maintenant considérée comme un concept important pour comprendre le monde. Certaines écoles pensent qu'il est important de discuter de sujets mondiaux dès l'âge de 5 ans. Ce sont les étudiants qui sont notre avenir, donc comprendre le concept de « penser globalement, agir localement » est fondamental pour notre avenir.

## Business
De plus en plus d'entreprises trouvent extrêmement important d'analyser les dommages environnementaux de leur entreprise. La pression qu'ils reçoivent des gouvernements et des communautés locales sur les questions environnementales est vitale pour l'image de leur entreprise. La mondialisation est un concept émergent dans le monde des affaires. Il a été développé pour la première fois par les Japonais, cependant, il a maintenant émergé dans toute la société occidentale.

## Église
Alors que l'Église chrétienne a traditionnellement « pensé globalement et agi localement », certains dirigeants chrétiens ont renversé le slogan en suggérant que l'Église doit « penser localement et agir globalement », en encourageant l'autonomisation des dirigeants locaux, par exemple sur des campus multisites, plutôt que d'essayer de les diriger de façon centralisée.